# Дзінтарс Зірніс
Дзінтарс Зірніс (латис. Dzintars Zirnis, нар. 25 квітня 1977, Рига) — латвійський футболіст, що грав на позиції захисника.
Виступав, зокрема, за клуб «Металургс» (Лієпая), а також національну збірну Латвії.
Дворазовий чемпіон Латвії.

## Клубна кар'єра
У дорослому футболі дебютував 1993 року виступами за команду «Пардаугава», в якій того року взяв участь у 9 матчах чемпіонату. 
Згодом з 1995 по 1996 рік грав у складі команд «Вадратс» та ЛУ/«Даугава».
У 1997 році перейшов до клубу «Металургс» (Лієпая), за який відіграв 16 сезонів. Більшість часу, проведеного у складі «Металургса», був основним гравцем захисту команди. Завершив професійну кар'єру футболіста виступами за команду «Металургс» (Лієпая) у 2013 році.

## Виступи за збірну
У 1997 році дебютував в офіційних матчах у складі національної збірної Латвії.
У складі збірної був учасником чемпіонату Європи 2004 року у Португалії.
Загалом протягом кар'єри в національній команді, яка тривала 14 років, провів у її формі 68 матчів.

## Титули і досягнення
- Чемпіон Латвії (2):

«Металургс» (Лієпая): 2005, 2009
- Володар Кубка Латвії (2):

«Металургс» (Лієпая): 2006